# Leithia
Leithia és un gènere de rosegadors que visqué durant el Plistocè. Se n'han trobat restes fòssils a Malta.

## Descripció
Aquest rosegador, amb una llargada de 50 cm, tenia les dents molars amb corones molt baixes i adaptades per a la seva dieta vegetal. Entre les dents incisives i les molars hi havia un diastema, que dividia la boca en dues zones funcionals: una part per a tallar i l'altra part per a mastegar.

## Comportament
Leithia era un animal nocturn que vivia probablement en boscos i zones d'arbustos densos. Es pensa que hibernava en forats a terra.